# وارن ایست
وارن ایست (انگلیسی: Warren East؛ زادهٔ ۲۷ اکتبر ۱۹۶۱) کارآفرین، بازرگان و مدیر ارشد اجرایی بریتانیایی است، که در حال حاضر به‌عنوان مدیر عامل شرکت رولز-رویس هولدینگز فعالیت می‌نماید.